# Gil Ofarim/Diskografie
Diese Diskografie ist eine Übersicht über die musikalischen Werke des deutschen Rocksängers Gil Ofarim. Den Quellenangaben zufolge hat er bisher mehr als fünf Millionen Tonträger verkauft. Seine erfolgreichste Veröffentlichung ist das Debütalbum Here I Am mit über 75.000 verkauften Einheiten.

## Alben

### Studioalben
| Jahr | Titel Musiklabel                                   | Höchstplatzierung, Gesamtwochen, AuszeichnungChartplatzierungen (Jahr, Titel, Musiklabel, Platzierungen, Wochen, Auszeichnungen, Anmerkungen) | Höchstplatzierung, Gesamtwochen, AuszeichnungChartplatzierungen (Jahr, Titel, Musiklabel, Platzierungen, Wochen, Auszeichnungen, Anmerkungen) | Höchstplatzierung, Gesamtwochen, AuszeichnungChartplatzierungen (Jahr, Titel, Musiklabel, Platzierungen, Wochen, Auszeichnungen, Anmerkungen) | Höchstplatzierung, Gesamtwochen, AuszeichnungChartplatzierungen (Jahr, Titel, Musiklabel, Platzierungen, Wochen, Auszeichnungen, Anmerkungen) | Höchstplatzierung, Gesamtwochen, AuszeichnungChartplatzierungen (Jahr, Titel, Musiklabel, Platzierungen, Wochen, Auszeichnungen, Anmerkungen) | Anmerkungen                                           |
| Jahr | Titel Musiklabel                                   | DE | AT | CH | UK | US | Anmerkungen                                           |
| ---- | -------------------------------------------------- | --- | --- | --- | --- | --- | ----------------------------------------------------- |
| 1998 | Here I Am RCA Records (BMG)                        | DE20 (8 Wo.)DE | AT47 (2 Wo.)AT | CH34 (2 Wo.)CH | — | — | Erstveröffentlichung: 25. Mai 1998 Verkäufe: + 75.000 |
| 1999 | The Album Ariola (BMG)                             | — | — | — | — | — | Erstveröffentlichung: 15. November 1999               |
| 2003 | On My Own Neotone Records (Sony)                   | — | — | — | — | — | Erstveröffentlichung: 26. Mai 2003                    |
| 2020 | Alles auf Hoffnung Electrola • We Love Music (UMG) | DE5 (15 Wo.)DE | AT71 (1 Wo.)AT | CH41 (1 Wo.)CH | — | — | Erstveröffentlichung: 28. Februar 2020                |

### Kompilationen
| Jahr | Titel Musiklabel                      | Anmerkungen                    |
| ---- | ------------------------------------- | ------------------------------ |
| 2001 | The Best of Gil … So Far Ariola (BMG) | Erstveröffentlichung: Mai 2001 |

### EPs
| Jahr | Titel Musiklabel                              | Anmerkungen                           |
| ---- | --------------------------------------------- | ------------------------------------- |
| 2018 | 20 Years (#1/4) Neuzeitstürmer (Selbstverlag) | Erstveröffentlichung: 26. Januar 2018 |

## Singles

### Als Leadmusiker
| Jahr | Titel Album                                                         | Höchstplatzierung, Gesamtwochen, AuszeichnungChartplatzierungen (Jahr, Titel, Album, Platzierungen, Wochen, Auszeichnungen, Anmerkungen) | Höchstplatzierung, Gesamtwochen, AuszeichnungChartplatzierungen (Jahr, Titel, Album, Platzierungen, Wochen, Auszeichnungen, Anmerkungen) | Höchstplatzierung, Gesamtwochen, AuszeichnungChartplatzierungen (Jahr, Titel, Album, Platzierungen, Wochen, Auszeichnungen, Anmerkungen) | Höchstplatzierung, Gesamtwochen, AuszeichnungChartplatzierungen (Jahr, Titel, Album, Platzierungen, Wochen, Auszeichnungen, Anmerkungen) | Höchstplatzierung, Gesamtwochen, AuszeichnungChartplatzierungen (Jahr, Titel, Album, Platzierungen, Wochen, Auszeichnungen, Anmerkungen) | Anmerkungen                                                      |
| Jahr | Titel Album                                                         | DE | AT | CH | UK | US | Anmerkungen                                                      |
| ---- | ------------------------------------------------------------------- | --- | --- | --- | --- | --- | ---------------------------------------------------------------- |
| 1997 | Round ’n’ Round (It Goes) Here I Am                                 | DE29 (11 Wo.)DE | AT21 (8 Wo.)AT | CH11 (13 Wo.)CH | — | — | Erstveröffentlichung: 17. November 1997                          |
| 1998 | Never Giving Up Now Here I Am                                       | DE37 (6 Wo.)DE | AT40 (2 Wo.)AT | CH15 (5 Wo.)CH | — | — | Erstveröffentlichung: 9. März 1998                               |
| 1998 | If You Only Knew Here I Am                                          | DE98 (1 Wo.)DE | — | — | — | — | Erstveröffentlichung: 2. Juni 1998 feat. The Moffatts            |
| 1998 | Talk to You The Best of Gil … So Far                                | DE45 (9 Wo.)DE | — | CH44 (2 Wo.)CH | — | — | Erstveröffentlichung: 30. November 1998                          |
| 1999 | Walking Down the Line The Album                                     | — | — | — | — | — | Erstveröffentlichung: 29. Juni 1999                              |
| 1999 | Out of My Bed (Still in My Head) The Album                          | DE82 (3 Wo.)DE | — | — | — | — | Erstveröffentlichung: 6. September 1999                          |
| 2003 | The Reason On My Own                                                | DE84 (1 Wo.)DE | — | — | — | — | Erstveröffentlichung: 28. April 2003                             |
| 2004 | In Your Eyes –                                                      | DE59 (7 Wo.)DE | — | — | — | — | Erstveröffentlichung: 29. März 2004                              |
| 2012 | Iris 23.11. – Alle Songs aus der Liveshow #2 (Sampler)              | DE67 (1 Wo.)DE | — | — | — | — | Erstveröffentlichung: 24. November 2012 Original: Goo Goo Dolls  |
| 2012 | Man in the Mirror 30.11. – Alle Songs aus der Liveshow #4 (Sampler) | DE99 (1 Wo.)DE | — | — | — | — | Erstveröffentlichung: 1. Dezember 2012 Original: Michael Jackson |
| 2017 | Still Here 20 Years (#1/4)                                          | — | — | — | — | — | Erstveröffentlichung: 3. Februar 2017                            |
| 2019 | Ein Teil von mir Alles auf Hoffnung                                 | — | — | — | — | — | Erstveröffentlichung: 29. November 2019                          |
| 2021 | Vom Ende der Traurigkeit Alles auf Hoffnung                         | — | — | — | — | — | Erstveröffentlichung: 28. Mai 2021                               |
| 2025 | Korrektur der Zeit –                                                | — | — | — | — | — | Erstveröffentlichung: 28. März 2025                              |

### Als Gastmusiker
| Jahr | Titel Album                                          | Höchstplatzierung, Gesamtwochen, AuszeichnungChartplatzierungen (Jahr, Titel, Album, Platzierungen, Wochen, Auszeichnungen, Anmerkungen) | Höchstplatzierung, Gesamtwochen, AuszeichnungChartplatzierungen (Jahr, Titel, Album, Platzierungen, Wochen, Auszeichnungen, Anmerkungen) | Höchstplatzierung, Gesamtwochen, AuszeichnungChartplatzierungen (Jahr, Titel, Album, Platzierungen, Wochen, Auszeichnungen, Anmerkungen) | Höchstplatzierung, Gesamtwochen, AuszeichnungChartplatzierungen (Jahr, Titel, Album, Platzierungen, Wochen, Auszeichnungen, Anmerkungen) | Höchstplatzierung, Gesamtwochen, AuszeichnungChartplatzierungen (Jahr, Titel, Album, Platzierungen, Wochen, Auszeichnungen, Anmerkungen) | Anmerkungen                                                                    |
| Jahr | Titel Album                                          | DE | AT | CH | UK | US | Anmerkungen                                                                    |
| ---- | ---------------------------------------------------- | --- | --- | --- | --- | --- | ------------------------------------------------------------------------------ |
| 1998 | Let the Music Heal Your Soul Bravo Hits 21 (Sampler) | DE6 (12 Wo.)DE | AT22 (8 Wo.)AT | CH5 (14 Wo.)CH | UK36 (3 Wo.)UK | US60 (4 Wo.)US | Erstveröffentlichung: 17. Mai 1998 als Teil der Bravo All Stars                |
| 1998 | Children of the World –                              | DE65 (5 Wo.)DE | — | — | — | — | Erstveröffentlichung: 23. November 1998 als Teil von Hand in Hand for Children |
| 2016 | Anybody –                                            | — | — | — | — | — | Erstveröffentlichung: 23. Dezember 2016 Tomcraft feat. Gil Ofarim              |

## Musikvideos
| Jahr | Titel                            | Regie                             |
| ---- | -------------------------------- | --------------------------------- |
| 1997 | Round ’n’ Round (It Goes)        |                                   |
| 1998 | Never Giving Up Now              | Volker Hannwacker                 |
| 1998 | Let the Music Heal Your Soul     |                                   |
| 1998 | If You Only Knew                 | Volker Hannwacker                 |
| 1998 | Children of the World            |                                   |
| 1998 | Talk to You                      | Sebastian Orlac                   |
| 1999 | Out of My Bed (Still in My Head) | plazma: Mörstedt                  |
| 1999 | Walking Down the Line            |                                   |
| 2003 | The Reason                       | Tibor Glage                       |
| 2018 | Some New Scars                   | Volker Weicker                    |
| 2019 | Ein Teil von mir                 | Marvin Litwak, Dustin Steinkühler |
| 2020 | Alles auf Hoffnung               |                                   |
| 2020 | Pierrot                          | Franz Leibinger                   |
| 2021 | Vom Ende der Traurigkeit         |                                   |

## Promoveröffentlichungen
| Jahr | Titel Album                | Anmerkungen                             |
| ---- | -------------------------- | --------------------------------------- |
| 2003 | She On My Own              | Erstveröffentlichung: 24. November 2003 |
| 2020 | Alles auf Hoffnung         | Erstveröffentlichung: 31. Januar 2020   |
| 2020 | Pierrot Alles auf Hoffnung | Erstveröffentlichung: 21. Februar 2020  |

## Sonderveröffentlichungen
| Jahr | Titel Album                                               | Anmerkungen                                                     |
| ---- | --------------------------------------------------------- | --------------------------------------------------------------- |
| 1998 | Live Your Dreams Gimme a Box! Sampler                     | Erstveröffentlichung: 1998                                      |
| 1998 | Let the Music Heal Your Soul Bravo Hits 21                | Erstveröffentlichung: 27. Mai 1998 als Teil der Bravo All Stars |
| 2012 | Iris 23.11. – Alle Songs aus der Liveshow #2              | Erstveröffentlichung: 2012 Original: Goo Goo Dolls              |
| 2012 | Man in the Mirror 30.11. – Alle Songs aus der Liveshow #4 | Erstveröffentlichung: 2012 Original: Michael Jackson            |
| 2018 | Some New Scars Dein Song 2018                             | Erstveröffentlichung: 16. März 2018 mit Annalea Hummel          |
| 2020 | Auf einem Baum ein Kuckuck saß Giraffenaffen 6            | Erstveröffentlichung: 3. Juli 2020 Original: Traditional        |

| Jahr | Titel Soundtrack zu                                         | Anmerkungen                                                                       |
| ---- | ----------------------------------------------------------- | --------------------------------------------------------------------------------- |
| 2007 | Mehr als du seh’n kannst Triff die Robinsons                | Erstveröffentlichung: 30. März 2007 Original: Rufus Wainwright – Another Believer |
| 2007 | So nah! Verwünscht                                          | Erstveröffentlichung: 2007 Original: Jon McLaughlin – So Close                    |
| 2017 | Nild Holgersson (Titelsong) Nild Holgersson – Hörspielreihe | Erstveröffentlichung: 20. Oktober 2017                                            |

## Statistik

### Chartauswertung
|                     | DE    | AT    | CH    | UK    | US    |
| ------------------- | ----- | ----- | ----- | ----- | ----- |
| Nummer-eins-Alben   | DE—DE | AT—AT | CH—CH | UK—UK | US—US |
| Top-10-Alben        | DE1DE | AT—AT | CH—CH | UK—UK | US—US |
| Alben in den Charts | DE2DE | AT2AT | CH2CH | UK—UK | US—US |

|                       | DE     | AT    | CH    | UK    | US    |
| --------------------- | ------ | ----- | ----- | ----- | ----- |
| Nummer-eins-Singles   | DE—DE  | AT—AT | CH—CH | UK—UK | US—US |
| Top-10-Singles        | DE1DE  | AT—AT | CH1CH | UK—UK | US—US |
| Singles in den Charts | DE11DE | AT3AT | CH4CH | UK1UK | US1US |

### Auszeichnungen für Musikverkäufe
| Goldene Schallplatte - Taiwan - 1999: für das Album Here I Am | Platin-Schallplatte - Thailand - 1998: für das Album Here I Am |

| Land/RegionAuszeichnungen für Musikverkäufe (Land/Region, Auszeichnungen, Verkäufe, Quellen) | Gold  | Platin  | Verkäufe | Quellen         |
| -------------------------------------------------------------------------------------------- | ----- | ------- | -------- | --------------- |
| Taiwan (RIT)                                                                                 | Gold1 | —       | 25.000   | Einzelnachweise |
| Thailand (TECA)                                                                              | —     | Platin1 | 50.000   | Einzelnachweise |
| Insgesamt                                                                                    | Gold1 | Platin1 |          |                 |